# Filep Mária
Filep Mária (Debrecen, 1953 –) építészmérnök, a páneurópai piknik főszervezője.

## Élete
Építészmérnöki diplomát szerzett a Debreceni Egyetemen, majd a Hajdú Megyei Állami Építőipari Vállalatnál helyezkedett el tervezőmérnökként. Alapító tagja volt a Magyar Demokrata Fórum debreceni szervezetének, az első ellenzéki szervezetnek a városban.
Pártszervezet vagy székház híján a tagok hétvégente vendéglőkben, kocsmákban gyűltek össze. Egy ilyen gyűlésen, 1989. június 30-án a Régi Vigadó kerthelyiségében merült fel először a páneurópai piknik megszervezésének a gondolata. Ezt követően néhány társával munkája mellett szervezte a pikniket. A tervezőmérnöki iroda telefonját, telexét használta, sokszor azonban még így sem kapott rendes városi vonalat. Ezzel nemcsak az állását, de a személyes szabadságát is kockáztatta. A vállalatnál, bár sejtették, hogy valami készül, nem firtattak semmit.
Július 10-én a debreceni Aranybika Szálló fogadóban a Debreceni Ellenzéki Kerekasztal résztvevőit arra kérte, csatlakozzanak a piknik megvalósításához, ám a széles körű ellenzéki összefogás nem valósult meg. Később az MDF külpolitikai szakértőit is megkereste, ám ők nemhogy támogatást nem adtak, még jól le is teremtették a külpolitikába való „amatőr” beavatkozása miatt. A páneurópai piknik azonban az MDF debreceni és soproni önkénteseinek áldozatos munkája, valamint Filep Mária kitartása révén megvalósult.
A rendezvény során NDK-s állampolgárok százai áttörték a határzárat és elhagyták Magyarország területét a semleges Ausztria irányába. Ezzel gyakorlatilag megkezdték a vasfüggöny lebontását. A hír nyomán Magyarországra özönlő több tízezer NDK-s menekült okozta nyomás végül a határok 1989. szeptember 11-i megnyitásához vezetett.
Filep Mária később is részt vett a Magyar Demokrata Fórum munkájában, 1994-ben azonban kilépett a pártból, és ezzel szakított mindenféle pártpolitikai tevékenységgel is. Ettől kezdve civil foglalkozásával, a mérnöki munkával foglalkozott. Emellett kiemelten fontos volt számára a civilek közéletben vállalt szerepe. A városvédelemért, az épített és a természeti örökség védelméért elkötelezett Hajdúság–Partium Értékmentő Egyesület elnöke, valamint a Város- és Faluvédők Országos Szövetsége választmányi tagja.
Nagy hangsúlyt helyezett a páneurópai piknik szellemi örökségének ápolására: 1998-ban alapítója volt a soproni székhelyű Páneurópai Piknik ’89 Alapítványnak, melynek azóta is kuratóriumi tagja. 2000-ben a tiszai ciánszennyezés okozta ökológiai katasztrófával kapcsolatban szervezett nagyszabású konferenciát Debrecenben. Több kiállítást rendezett Közép-európai változások címmel a páneurópai piknik és rendszerváltoztatás történelemének megismertetése érdekében, itthon és külföldön egyaránt.

## Elismerése
- 1999-ben megkapta a Magyar Köztársasági Érdemrend tisztikeresztjét.
- 2004-ben Aphelandra-díjjal[8] is elismerték a rendszerváltoztatásban játszott szerepét.
- Petőfi-díj (2014)[9]